# Tony Agana
Patrick Anthony „Tony“ Agana (* 2. Oktober 1963 in Bromley) ist ein ehemaliger englischer Fußballspieler. Als Stürmer hatte er seine erfolgreichste Zeit als Offensivpartner von Brian Deane bei Sheffield United. Kurzzeitig half er 1992 bei Leeds United aus, das sich auf dem Weg zum Gewinn der Meisterschaft befand und nach dem Ausfall von Lee Chapman eine zusätzliche Absicherung benötigte. Bis 1997 agierte er schließlich noch bei Notts County und gewann dort 1995 den englisch-italienischen Pokal.

## Sportlicher Werdegang
Aganas Laufbahn begann zunächst unterhalb der Vollprofiligen bei Welling United, von wo es ihn im März 1984 zum FC Weymouth verschlug – denselben Weg schlug zeitgleich übrigens der spätere irische Nationalspieler Andy Townsend ein. In mehr als drei Jahren lief Agana in 180 Pflichtspielen für die „Terras“ auf, in denen ihm 48 Tore gelangen (davon waren 35 in den insgesamt 137 Ligapartien). Während dieser Zeit absolvierte er dazu ein Länderspiel für eine semiprofessionelle englische Auswahl, die auch „C-Nationalmannschaft“ genannt wird.
Knapp zwei Monate vor seinem 24. Geburtstag verschlug es ihn dann doch noch in den höherklassigeren Fußball. Ziel war der Erstligist FC Watford, für den Agana am 15. August 1987 gegen den FC Wimbledon (1:0) seinen Einstand gab. Bis Februar 1988 absolvierte er noch 14 weitere Ligapartien; sein einziges Tor war dabei ein Treffer zum 1:1-Remis am 28. Dezember 1987 gegen den FC Portsmouth. Kurz nachdem Watfords Trainer Dave Bassett entlassen worden war, folgte ihm Agana zu dessen Nachfolgeklub und Zweitligisten Sheffield United, wobei dem Transfer ein Tauschgeschäft mit Martin Kuhl zugrunde lag, der im Austausch den umgekehrten Weg ging.
Gleich bei seinem Debüt für die „Blades“ schon Agana sein erstes Tor zum 1:0-Erfolg gegen den FC Barnsley und obwohl der Klub den Abstieg in die Drittklassigkeit nicht mehr abwenden konnte, gelang dem Neuling in der Saison 1988/89 der sportliche Durchbruch. Gemeinsam mit Sturmpartner Brian Deane bildete Agana ein schlagkräftiges Offensivduo, schoss selbst 24 Ligatore und führte Sheffield zunächst zurück in die Second Division und nur ein Jahr darauf in die höchste englische Spielklasse. Dort absolvierte er seine erste Partie gegen Titelverteidiger FC Liverpool (1:3), blieb aber ebenso ohne eigenes Tor, wie in der Folgezeit – mit Ausnahme des letzten Spieltags der Saison 1990/91, als er beide Treffer zum 2:1-Sieg gegen Norwich City erzielte. Dennoch war im November 1991 der frische Erstligaaufsteiger Notts County bereit, für Agana die damalige vereinsinterne Rekordablöse von 750.000 Pfund zu investieren.
Bereits im Februar 1992 lieh ihn sein neuer Arbeitgeber für die restlichen Spiele der Saison 1991/92 an das um die Meisterschaft mitspielende Leeds United aus. Dort war Trainer Howard Wilkinson auf der Suche nach einer zusätzlichen Absicherung nach dem kurzfristigen Ausfall von Lee Chapman gewesen und Agana half in dieser Funktion in zwei Spielen gegen Luton Town und Aston Villa aus – was nach dem Titelgewinn formal jedoch nicht für eine eigene Meistermedaille ausreichte. Im Sommer 1992 kehrte er zu Notts County zurück, das mittlerweile aus der englischen Eliteklasse wieder abgestiegen war und so ging Agana nur noch in der Second Division auf Torejagd. Die vormalige Trefferquote – vor allem aus seiner Zeit mit Deane – erreichte er jedoch nicht wieder, wofür auch Verletzungen mitverantwortlich waren. Sportlicher Höhepunkt der Saison 1994/95, die ihrerseits mit einem erneuten Abstieg insgesamt enttäuschend verlief, war der Sieg im englisch-italienischen Pokal, in dessen Finale Agana das entscheidende Tor zum 2:1-Sieg gegen Ascoli Calcio beisteuerte. Auch in der dritten Liga fand er fortan seltener seinen Weg in die Startformation, wobei ihm später in der Saison 1995/96 zugutekam, dass er zwischenzeitlich den abgewanderten Andy Legg auf der linken Außenstürmerposition vertrat. Hier spielte er sich wieder in eine gute Form. absolvierte drei Playoff-Partien und wenngleich diese nicht mit der gewünschten Rückkehr in die First Division endeten, hatte Agana das entscheidende Tor im Halbfinalrückspiel gegen Crewe Alexandra vorbereitet und seinem Team damit den Weg nach Wembley bereitet. Als sich Notts County dann in der Saison 1996/97 auf dem Weg abwärts in die viertklassige Third Division befand, verabschiedete sich Agana nach noch einmal 23 Ligaspielen im März 1997 in Richtung des Viertligisten Hereford United. Dort schoss er in der Endphase in fünf Partien noch einmal zwei Tore, konnte jedoch auch nicht verhindern, dass sich Hereford als Tabellenletzter aus dem Verband der Football League verabschiedete.
Letzte Stationen in Aganas aktiver Laufbahn waren noch der nordirische Cliftonville FC; später folgten weitere kleinere Klubs wie Leek Town (1998/99, 23 Pflichtspiele/3 Tore), der AFC Guiseley und Alfreton Town. Während dieser Zeit übernahm er auch Traineraufgaben und nach einer ersten Interimstätigkeit für Leek Town war er bei Guiseley Spielertrainer. Nach dem Rücktritt zu Beginn der 2000er ging Agana verstärkt seinen akademischen Interessen nach, studierte im Informatikbereich der Sheffield Hallam University und schloss die Ausbildung im Jahr 2004 ab. Später arbeitete er in dieser Branche für die University of Manchester und ein Softwareentwicklungsunternehmen.

## Titel/Auszeichnungen
- Englisch-italienischer Pokal (1): 1995